# Булацен, Валентин Гаврилович
Валентин Гаврилович Булацен — советский астроном, радиофизик, старший научный сотрудник, кандидат технических наук, лауреат Государственной премии Украины в области науки и техники. Директор Полтавской гравиметрической обсерватории.

## Биография
В 1960 году окончил Львовский политехнический институт по специальности «астрономо-геодезия».
В 1960-1963 годах учился в аспирантуре при Полтавской гравиметрической обсерватории. После окончания обучения работал с 1963 года по 1977 там же в должности младшего научного сотрудника.
В 1975 году защитил кандидатскую диссертацию. В 1977 году занял должность ученого секретаря Полтавской гравиметрической обсерватории.
В 1981 году присвоено звание старшего научного сотрудника, а в 1982 году назначен на должность руководителя обсерватории. За годы работы достиг высокой квалификации в изучении земных приливов и смежных областей геофизики.
С 1992 года занимается декаметровой радиоастрономией. Руководил работами по созданию и вводу в эксплуатацию радиотелескопа УРАН-2, который является частью системы Украинских радиоинтерферометров Академии Наук, входящих в перечень национального достояния Украины.

## Научное наследие
Автор более 40 научных работ, посвященных изучению земных приливов и декаметровой радиоастрономии. Рядом с директорством — заведующий отделом физики земной коры и внутреннего строения Земли Полтавской гравиметрической обсерватории.

### Научные приоритеты
- Астрономическое и космическое приборостроение.
- Разработка теории, методики, аппаратуры для обеспечения геофизических исследований.

### Руководитель научно-исследовательских работ
Наблюдения и моделирования влияния гидрометеорологических факторов на результаты геодинамических исследований с целью учета и методического исключения их возмущающего действия.

## Награды
В 1997 году стал лауреатом Государственной премии Украины в области науки и техники — за цикл работ «Разработка принципов сверхдальнего низкочастотной интерферометрии, создание украинской сети радиоинтерферометров для космических исследований и наблюдения на ней».